# Emirat de Zaria
L'emirat de Zaria, anteriorment Zazzau o Zegzeg, fou un estat i avui dia un emirat tradicional de Nigèria, a l'estat de Kaduna. La capital era Zaria (Nigèria) abans anomenada Zazzau o Zegzeg). El regne de Zazzau es diu tradicionalment que va sorgir al segle xi, quan el rei Gunguma el va fundar com un dels estats originals haussa Bakwai (set veritable estats haussa). Era l'estat més meridional dels set, i el que tenia la funció de capturar esclaus per a tots els Haussa Bakwai, especialment per als mercats del nord de Kano i Katsina. Les caravanes de camells del Sàhara viatjaven cap al sud fins Zazzau per intercanviar sal per esclaus, teles, cuir, i gra. L'Islam va ser introduït vers el 1456, i ja hi havia governants musulmans haussa al segle xvi. Muhammad I Askia, el guerrer líder de l'Imperi Songhai, va conquistar Zazzau vers el 1512; els resultats d'aquesta conquesta van ser registrats pel viatger Lleó l'Africà.
Més tard al mateix segle, el governant de Zazzau, la reina Amina, va ampliar el seu domini per nombroses conquestes, entre elles les dels nupes i els regnes jukuns; va obligar fins i tot als poderosos estats de Kano i Katsina a retre-li homenatge. A la fi de segle, però, Zazzau (que havia estat rebatejada Zaria) va caure sota el control de Kororofa (Kwararafa), el regne jukun centrat prop d'Ibi, al sud-est. Poc després de la caiguda de Kororofa, Zaria es va veure obligada a convertir-se (vers 1734) en un estat tributari del regne de Bornu al nord-est, situació que va persistir fins al 1804.
En 1804 el governant musulmà haussa de Zaria va prometre lleialtat a Usman Dan Fodio, el líder musulmà fulani que estava duent a terme la gran gihad ("guerra santa") al nord de Nigèria. Això li va permetre esdevenir el governant fulani de Zaria (i d'altres llocs) el 1808. L'emirat de Zaria va ser creat el 1835, però conservant alguns dels seus antics estats vassalls (incloent Keffi, Nasarawa, Jemaa i Lapai, al sud); l'emirat estava regit per un representant del sultà de Sokoto (a més de 300 km al nord-oest de la ciutat de Zaria), així com per l'emir local.
La fortuna de Zaria va disminuir al segle xix; el cop crític va ser la pèrdua el 1899 de Birnin Gwari (una ciutat i cacicat haussa a uns 100 km a l'oest de la ciutat de Zaria) que va caure en mans de l'emirat de Kontagora (un emirat situat al sud-oest). El 1901 Zaria va sol·licitar la protecció britànica contra les batudes d'esclaus fetes per Kontagora. Després de l'assassinat el 1902 del capità Moloney, el resident britànic a Keffi (uns 250 km al sud), pel Zaria Magaji ("representant a Zaria" del sultà de Sokoto), els britànics van privar a l'emirat de la majoria dels seus estats vassalls.
Zaria continua sent, però, un dels majors emirats tradicionals (al voltant de 33.000 quilòmetres quadrats) de Nigèria. Una àrea de sabana, i un dels productors més importants del país de cotó per a l'exportació. Altres cultius importants són el tabac, cacauets, nous de karité, soja, canya de sucre (que es processen localment en sucre bru), i el gingebre. El sorgo, mill i caupí són els aliments bàsics; bestiar, pollastres, cabres, gallines de Guinea, i les ovelles es crien per a carn. La mineria de l'estany ha estat important al sud, en la vora occidental de l'altiplà de Jos. La població és una barreja ètnica en la qual els musulmans haussa i fulani predominen. El emir actual, Shehu Idris, va néixer el 1936 i fou nomenat quan tenia 39 anys, el 1975. Continuava regnant a l'inici del 2016 any del seu 80è aniversari.

## Governants de Zazzau i Zaria
Reis de Zazzau, després de Zaria (títol, Sarkin Zazzau)
- Reis de tradició oral vers 1050-1505
- Monan Abu 1505-1530
- Gidan dan Masukanan 1530-1532
- Nohir 1532-1535
- Kawanissa 1535- 1536
- Bakwa Tunkuru (reina) 1536- 1539
- Ibrahim I 1539- 1566
- Karama 1566- 1576
- Kafo 1576- 1578
- Bako I 1578-1581
- Aliyu I 1581-1587
- Ismail 1587-1598
- Musa 1598
- Gadi 1598-1601
- Hamza 1601
- Abdullah 1601-1610
- Burema I 1610- 1613
- Aliyu II 1613- 1640
- Muhama Rabo 1640-1641
- Ibrahim II Basuki 1641-1654
- Bako II 1654-1657
- Sukana 1657- 1658
- Aliyu III 1658-1665
- Ibrahim III 1665-1668
- Muhammad Abu 1668-1686
- Sayo Ali 1686-1696
- Bako III dan Musa 1696-1701
- Ishaq 1701-1703
- Burema II Ashakuka 1703-1704
- Bako IV dan Sunkuru 1704-1715
- Muhammad dan Gunguma 1715-1726
- Uban Bawa 1726-1733
- Muhammad Gani 1733-1734
- Abu Muhamnad Gani 734
- Dan Ashakuka 1734-1737
- Muhammad Abu 1737-1757
- Bawo 1757-1759
- Yunusa 1759-1764
- Yaqub 1764-1767
- Aliyu IV 1767-1773
- Chikkoku 1773-1779
- Muhama Maigamo 1779-1782
- Ishaq II Jatau 1782-1806 (des de 1804 tributari d'Usman Dam Fodio, després califa de Sokoto)
- Muhammad Makau (a Zuba des de 1804) 1806-1808 (vegeu emirat d'Abuja)

Emirat fulani de Zaria
- Malam Musa 1808-1821
- Yamusa 1821-1835
- Abdul-Karim 1835-1846
- Hamada 1847
- Mamman Sani 1847-1854
- Sidi Abdul-Qadir 1854
- Abd as-Salam 1855-1856
- Abdullah 1856-1871
- Abu-Bakr 1871-1874
- Abdullah (segona vegada) 1874-1878
- Muhammad Sambo 1878-1888
- Uthman Yero 1888-1897
- Muhammad Lawal Kwassau 1897-1903 (protectorat britànic 1902)
- Aliyu (V) 1903-1920
- Dallatu 1920-1924
- Ibrahim (IV) 1924-1936
- Malam Jafar 1937-1959
- Muhammad al-Amin 1959-1975 (1960 dins de la Nigèria independent, regió del Nord)
- Shaykh Idris 1975-2020